# Casuals
Casuals — субкультура футбольных фанатов. Характеризуется участием в футбольном хулиганстве и приверженностью к дорогой одежде дизайнерских марок (Stone Island, Burberry, Fred Perry, C.P. Company, Barbour, Lacoste, Ralph Lauren, Ben Sherman, Tommy Hilfiger, Merc Clothing, Sergio Tacchini, Peaceful Hooligan, Lyle&Scott и пр.). Возникновение casuals ("кэжуалс")  исследователи относят к концу 1970-х — началу 1980-х.
Британская полиция насторожено относилась к футбольным фанатам, так как они известны своим асоциальным поведением — организацией драк во время и после матчей, поджогом дымовых шашек и т. п. Выделяя фанатов среди простых болельщиков, полиция обычно ориентировалась на характерный для хулиганов внешний вид: короткие причёски, одежда популярных у английского рабочего класса марок (Lonsdale, Ben Sherman и др.), обувь Dr. Martens, следование клубным цветам любимой команды. Дурная слава футбольных хулиганов была столь сильна, что людей в традиционной для этих групп одежде не пускали в некоторые бары и пабы, опасаясь возможных драк.
Чтобы остаться незамеченными полицией, некоторые хулиганы стали носить менее приметную одежду, в частности «цивильную» дизайнерскую одежду (в основном casual dress) либо спортивную одежду дорогих марок. Отсутствие в одежде «клубных цветов» позволяло проникать в скопления болельщиков вражеских команд и беспрепятственно посещать пабы.
Это повседневный стиль и синоним слова casual